# Mammillaria boolii
Mammillaria boolii är en kaktusväxtart som beskrevs av G.E. Linds. Mammillaria boolii ingår i släktet Mammillaria och familjen kaktusväxter. Inga underarter finns listade i Catalogue of Life.

## Bildgalleri

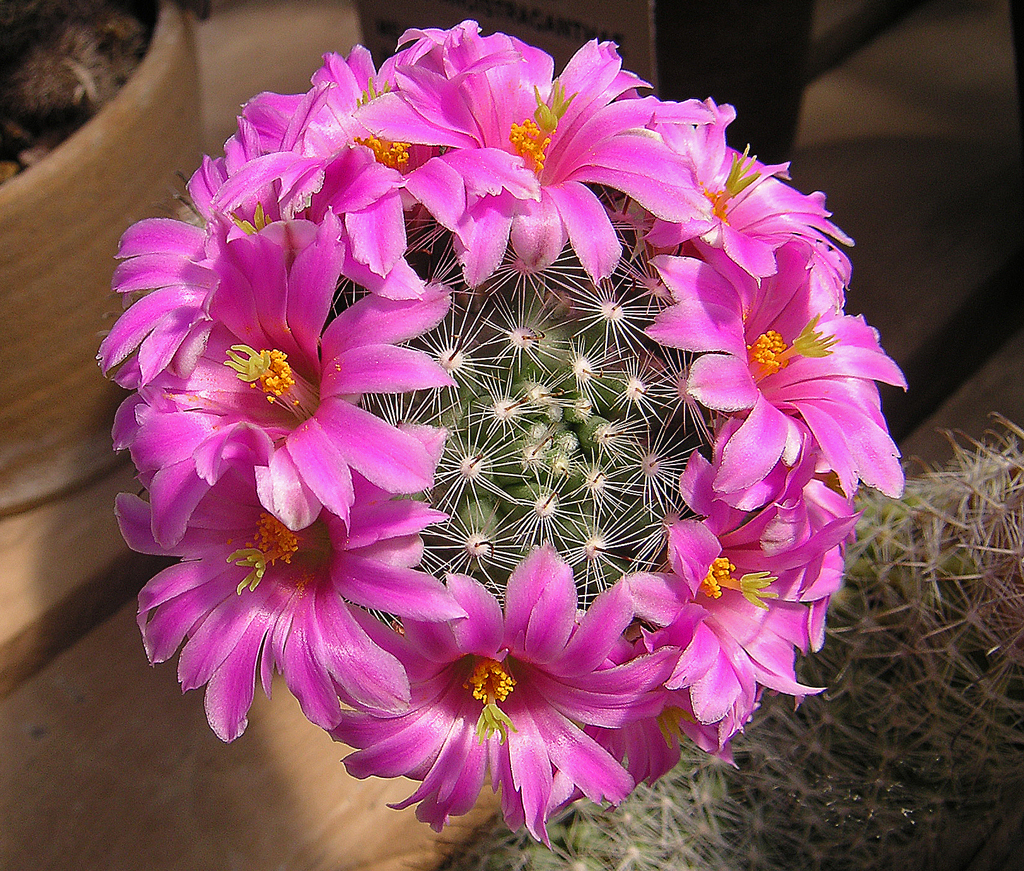
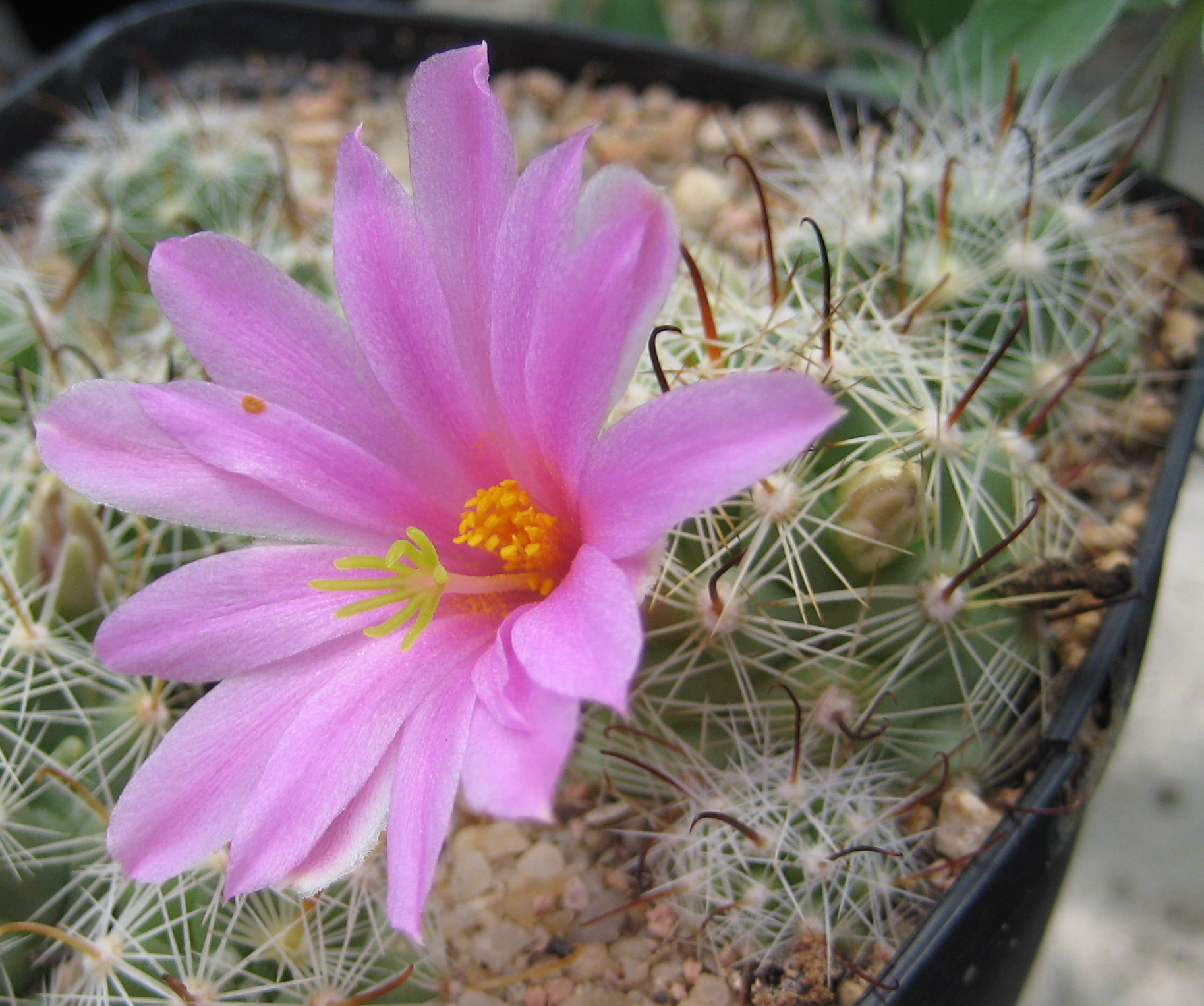
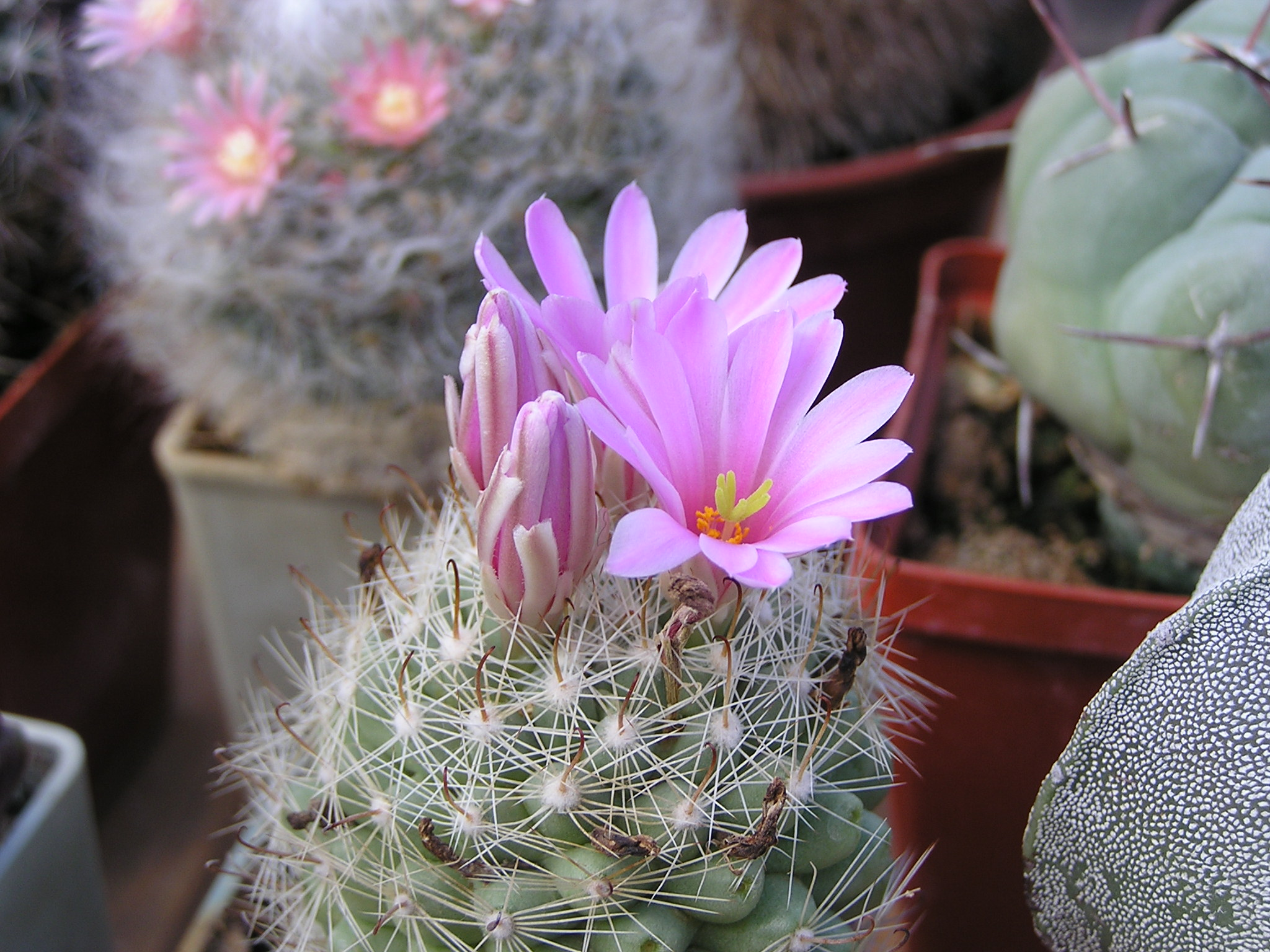
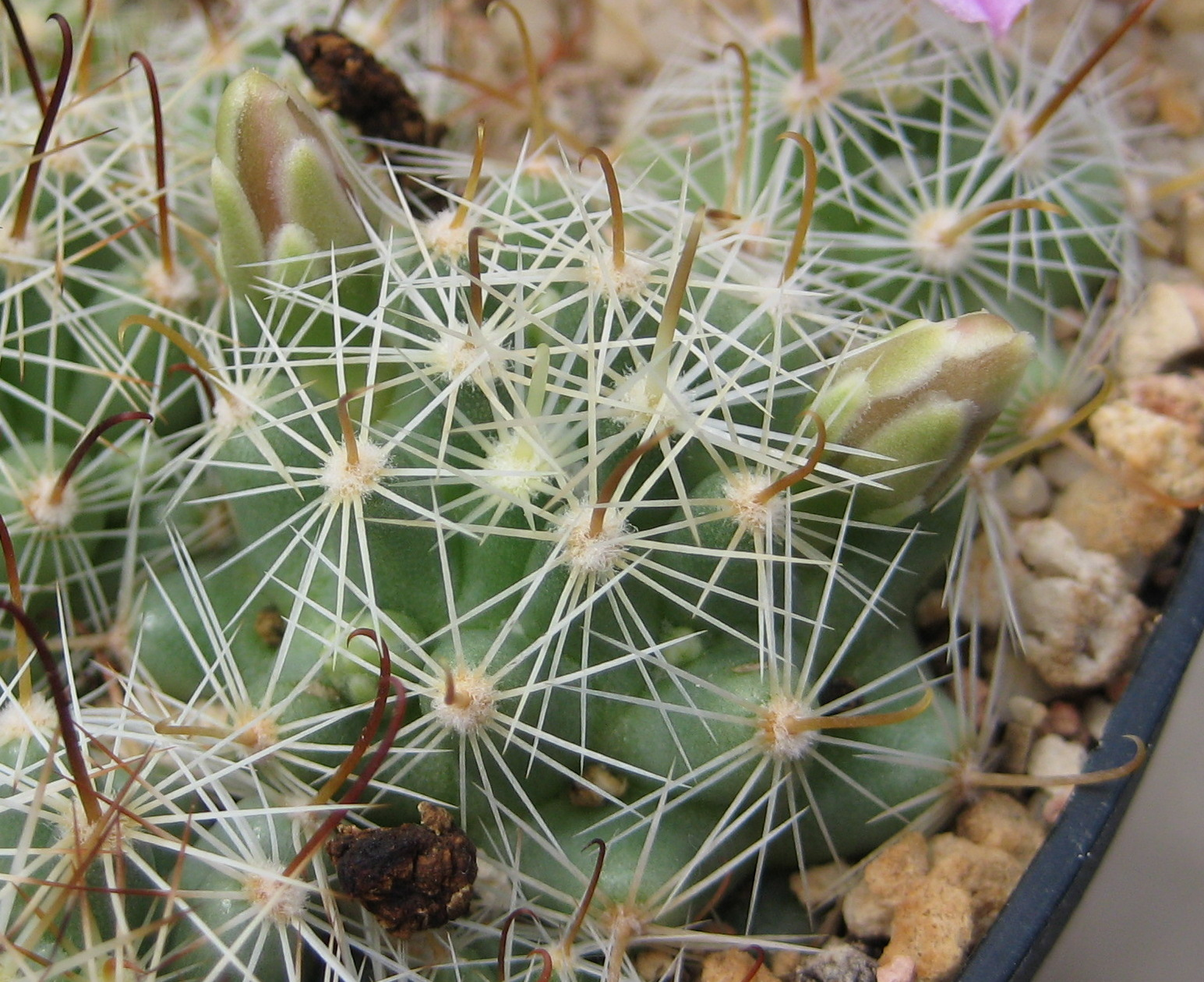